# ريتشل روي
ريتشل روي (بالإنجليزية: Rachel Roy)‏ هي مصممة أزياء أمريكية، ولدت في 15 يناير 1974 في مونتيري في الولايات المتحدة.

## وصلات خارجية
- الموقع الرسمي
- ريتشل روي على موقع IMDb (الإنجليزية)
- ريتشل روي على موقع قاعدة بيانات الفيلم (الإنجليزية)